# Phare de Timmendorf
Le phare de Timmendorf (en allemand : Leuchtturm Timmendorf) est un phare actif situé sur l'île de Poel, près du village de Timmendorf, dans l'Arrondissement du Mecklembourg-du-Nord-Ouest (Mecklembourg-Poméranie-Occidentale), en Allemagne.
Il est géré par la WSV de Lübeck .

## Histoire
Le phare de Timmendorf , a été mis en service le 1er octobre 1872 et a été surélevé de 3,6 mètres en 1931 pour atteindre sa hauteur actuelle de 21 mètres. Cette partie est restée sans revêtement contrairement à la partie inférieure qui est peinte en blanc. Depuis 1978, il est automatisé et commandé à distance. De 1996 à 1997, la tour de briques classée au titre de la Protection du patrimoine culturel a été partiellement reconstruite. Au cours des travaux, toute la technologie du feu a été remplacée pour devenir un feu isophase tricolore en utilisant la lentille de Fresnel de 1931.
Il marque l'entrée de la baie de Wismar, une partie de la grande baie du Mecklembourg et il est l'une des deux principales balises de l'île de Poel.

## Description
Le phare , est une tour circulaire en brique de 21 m de haut, avec une galerie et une lanterne, montant du centre d'une façade d'une grande maison blanche de deux étages. La tour est peinte en blanc, sauf la partie supérieure rajoutée qui est restée en briques rouges. La lanterne cylindrique est blanche avec un toit rouge. Son feu isophase émet, à une hauteur focale de 21 m, un long éclat blanc, rouge et vert de 3 secondes, selon direction, par période de 6 secondes. Sa portée est de 16 milles nautiques (environ 32 km) pour le feu blanc, 12 milles nautiques (environ 22 km) pour le rouge et 11 milles nautiques (environ 20 km) pour le feu vert.

Identifiant : ARLHS : FED-236 - Amirauté : C1386 - NGA : 3328 .

## Caractéristiques dufeu maritime
Fréquence : 6 secondes (WRG
- Lumière : 3 secondes
- Obscurité : 3 secondes

|                               |
| Île de Poel et baie de Wesmar |

|                               |
| Le phare (Port de Timmendorf) |

|             |
| La lanterne |

### Lien connexe
- Liste des phares en Allemagne